# Krešimir Baranović
Krešimir Baranović, hrvaški skladatelj, dirigent in akademik, * 25. avgust 1894, Šibenik, † 17. september 1975, Beograd.
Bil je operni dirigent v Beogradu, Zagrebu in v Bratislavi. Bil je profesor na Glasbeni akademiji v Beogradu in član Jugoslovanske ter Srbske akademije znanosti in umetnosti. 